# دیوید بلر
دیوید بلر (انگلیسی: David Blair; ۲۵ سپتامبر ۱۹۷۵ – ) ورزشکار دو و میدانی و از برندگان مدال طلا پارالمپیک اهل ایالات متحده آمریکا بود.

## جوایز و افتخارات
وی در مسابقات کشوری و بین‌المللی در مجموع برندهٔ ۲ مدال طلا شده است.